# Tuesday (Burak Yeter-dal)
A Tuesday című dal a török származású lemezlovas és producer Burak Yeter és Danelle Sandoval közös dala, mely 2016. augusztus 12-én jelent meg. A dal digitális letöltésének lehetőségét a Warner Music Group 2016. augusztus 12-én, a megjelenés napján tette közzé. A dalt az amerikai rapper ILoveMakonnen zenéje inspirálta, ami 2014. 10.21-én jelent meg Youtube-on Drake közreműködésével.

## Megjelenések
CD Single  Warner Dance Label – none
1. Tuesday (Harmo & Vibes Remix) – 3:24

Digitális letöltés Connection Deep – COD007
1. Tuesday  – 4:01

## Videóklip
A dal videóklipje  3 perc 10 másodperces, mely 2016. július 16-án került fel a YouTube csatornára.

### Slágerlista
| Slágerlista (2016–17)                 | Legmagasabb helyezés |
| ------------------------------------- | -------------------- |
| Ausztria (Ö3 Austria Top 40)          | 2                    |
| Belgium (Ultratop 50 Flanders)        | 24                   |
| Belgium (Ultratop 50 Wallonia)        | 13                   |
| Kanada (Canadian Hot 100)             | 77                   |
| Csehország (Singles Digitál Top 100)  | 38                   |
| Denmark (Tracklisten)                 | 10                   |
| Finnország (Singlet Top 20)           | 4                    |
| Franciaország (Single Top 100)        | 6                    |
| Németország (Media Control Charts)    | 2                    |
| Magyarország (Dance Top 40)           | 1                    |
| Magyarország (Rádiós Top 40)          | 2                    |
| Írország (IRMA)                       | 94                   |
| Olaszország (FIMI)                    | 91                   |
| Litvánia (Latvijas Top 40)            | 4                    |
| Hollandia (Top 40)                    | 9                    |
| Hollandia (Single Top 100)            | 19                   |
| Norvégia (VG-lista)                   | 5                    |
| Lengyelország (Polish Airplay Top 20) | 3                    |
| Lengyelország (Dance Top 50)          | 2                    |
| Lengyelország (Video Chart)           | 1                    |
| Románia (Media Forest)                | 3                    |
| Oroszország (Tophit)                  | 1                    |
| Szlovákia (Rádio Top 100)             | 3                    |
| Szlovákia (Singles Digitál Top 100)   | 3                    |
| Spanyolország (PROMUSICAE)            | 17                   |
| Svédország (Sverigetopplistan)        | 6                    |
| Svájc (Schweizer Hitparade)           | 4                    |
| Ukrajna (Tophit)                      | 1                    |